# Königsallee

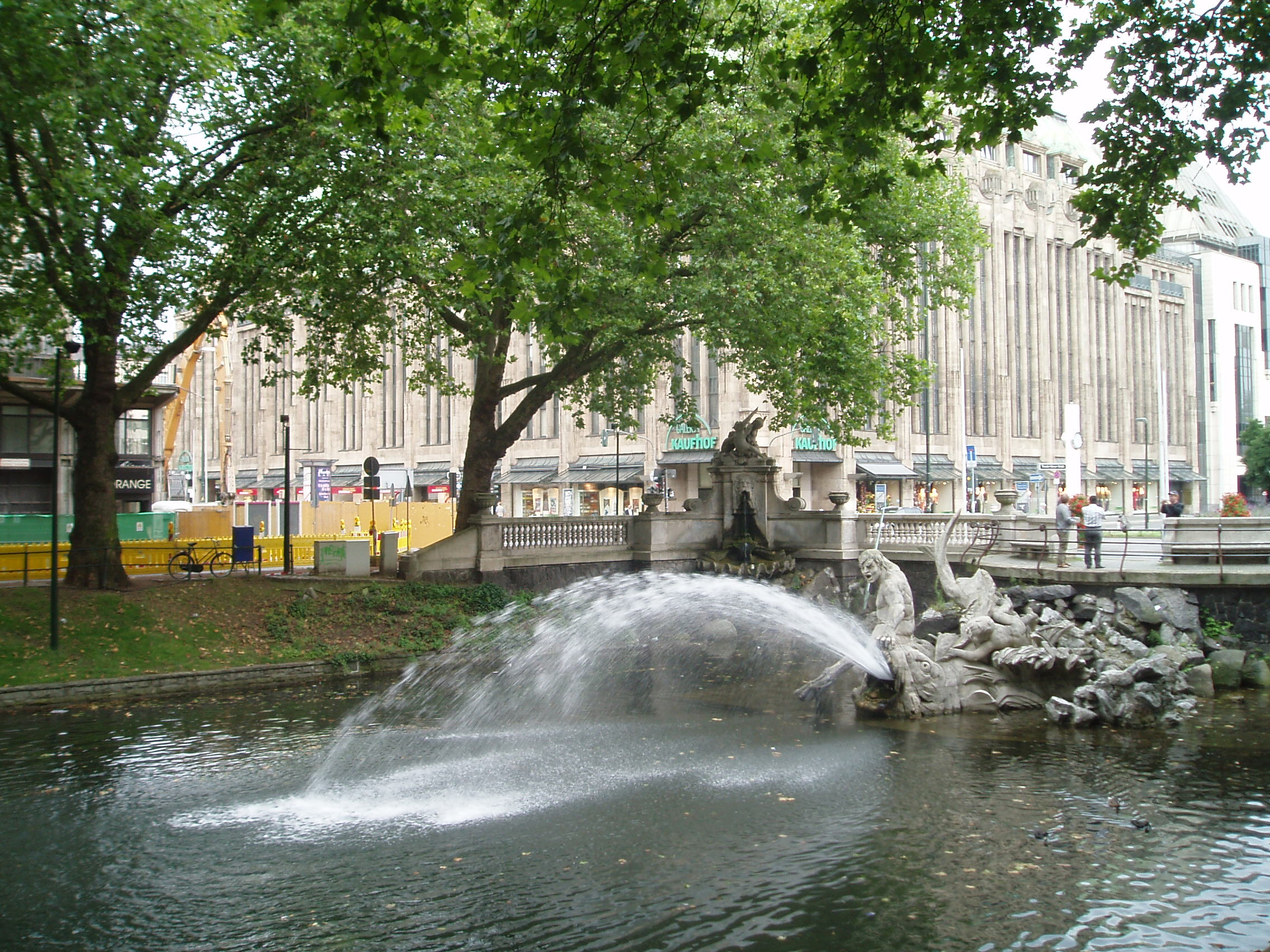
Triton-waterput aan de Kö

De Königsallee (verkort Kö) is een luxe winkelboulevard in de Duitse stad Düsseldorf, vergelijkbaar met bijvoorbeeld de P.C. Hooftstraat in Amsterdam.
De Königsallee ligt in het oosten van het oude stadscentrum. In het midden van de boulevard ligt de gracht "Kö-Graben". Aan de oostzijde van de Kö bevinden zich met name veel luxe winkels, onder meer in het Kö-Center. Aan de westzijde, ook wel stille zijde genoemd, zijn veel banken gevestigd.